# ورم نجمي كشمي
الورم النجمي الكشمي هو نوع نادر من الأورام النجمية الخبيثة من الدرجة الثالثة، حسب تصنيف منظمة الصحة العالمية وهو نوع من أورام الدماغ الذي ينشأ من الخلايا النجمية (الخلايا الدماغية الداعمة الشبيهة بالنجمة في الجهاز العصبي). تشكل الخلايا النجمية والخلايا المماثلة نسيجًا يحيط ويحمي الخلايا العصبية الأخرى الموجودة داخل الدماغ والحبل الشوكي. تعرف هذه الخلايا عموماً باسم الخلايا الدبقية والنسيج الذي تشكله يُعرف باسم النسيج الدبقي. يشار إلى الأورام التي تنشأ من النسيج الدبقي، بما في ذلك الأورام النجمية، بشكل عام باسم الأورام الدبقية. عادة، تكون الخلايا النجمية مسؤولة عن مجموعة متنوعة من الأدوار، بما في ذلك توفير المغذيات للخلايا العصبية، والحفاظ على حاجز الدم في الدماغ، وتعديل النقل العصبي (كيفية تواصل الخلايا العصبية مع بعضها البعض). غالبًا ما تتطور الأورام النجمية الكشمية في نصف الكرة المخية من الدماغ، ولكن قد تحدث في أي منطقة تقريبًا من الجهاز العصبي المركزي. الأورام النجمية الكشمية هي نوع محدد من الأورام النجمية، وتنتمي أيضًا إلى الفئة الأوسع من الأورام الدبقية - الأورام التي تنشأ من الخلايا الدبقية. وذلك لأن الخلايا النجمية هي نوع من الخلايا الدبقية.  لهذا السبب، يمكن أيضًا أن تسمى الأورام النجمية الكشمية (الدرجة الثالثة) «بالورم الدبقي من الدرجة الثالثة» أو «الورم الدبقي عالي الدرجة».
تختلف أعراض الأورام النجمية الكشمية اعتمادًا على الموقع المحدد وحجم الورم. عادةً ما يتطور الورم النجمي الكشمي ببطء مع مرور الوقت، ولكنه قد يتطور بسرعة. تختلف العلامات والأعراض اعتمادًا على موقع الورم وحجمه وقد تشمل الصداع والنعاس والتقيؤ والتغيرات في الشخصية أو الحالة العقلية.  يعاني بعض الأشخاص المصابين من نوبات، ومشاكل في الرؤية، وضعف في الأطراف، و/أو مشاكل في التوازن. عادة ما تحدث الأورام النجمية الكشمية بشكل متقطع ولكن يمكن أن تترافق مع بعض الاضطرابات الوراثية النادرة. قد يشمل العلاج الجراحة و/ أو الإشعاع و/أو العلاج الكيميائي. السبب المحدد لهذا الورم غير معروف. تُشير كلمة «الكشمي» إلى صفة الكشم التي تتصف به خلايا هذا النوع من السرطان، أي حقيقة أن هذه الخلايا أو الأنسجة فقدت قدرتها على التمايز الخلوي وفقدت بذلك سماتها الناضجة أو المتخصصة، كما هو الحال في الأورام الخبيثة.
يتم تصنيف الأورام النجمية وفقًا لنظام الدرجات الذي طورته منظمة الصحة العالمية.  تأتي الأورام النجمية في أربع درجات بناءً على مدى سرعة تكاثر الخلايا واحتمال انتشارها (الارتشاح) في الأنسجة المجاورة. الدرجات الأولى أو الثانية من الخلايا النجمية تعتبر غير خبيثة ويمكن الإشارة إليها على أنها منخفضة الدرجة. الدرجات الثالثة والرابعة من الخلايا النجمية تعتبر خبيثة ويمكن أن يشار إليهما باسم الخلايا النجمية عالية الدرجة. الأورام النجمية الكشمية هي من الدرجة الثالثة. تعرف الأورام النجمية من الدرجة الرابعة بالورم الأرومي الدبقي متعدد الأشكال. يمكن أن تتحول الأورام النجمية الأقل درجة إلى أورام نجمية أعلى درجة بمرور الوقت.

## العلامات والأعراض
تختلف أعراض الأورام النجمية الكشمية كما هو حال العديد من الأورام الأخرى اعتمادًا على الموقع الدقيق للورم وحجمه. تنتج معظم الأعراض عن زيادة الضغط داخل الدماغ. عادةً ما يتطور الورم النجمي الكشمي ببطء مع مرور الوقت، ولكنه قد يتطور بسرعة. قد يكون السبب وراء زيادة الضغط داخل الدماغ هو الورم نفسه أو انسداد المساحات المليئة بالسوائل في الدماغ والتي تسمى البطينات، مما يؤدي إلى تراكم غير طبيعي للسائل الدماغي الشوكي في الدماغ. تشمل الأعراض المرتبطة بشكل شائع بالأورام النجمية الكشمية الصداع والخمول أو النعاس والتقيؤ والتغيرات في الشخصية أو الحالة العقلية. في بعض الحالات، قد تحدث أيضًا نوبات، مشاكل في الرؤية، ضعف الذراعين والساقين مما يؤدي إلى صعوبات في التنسيق والتوازن، وعلامات عصبية بؤرية. يبلغ معدل النمو ومتوسط الفترة بين ظهور الأعراض والتشخيص ما يناهز 1.5 إلى 2 عامًا ولكنه يتباين بدرجة كبيرة، كون الورم النجمي الكشمي يعتبر وسطي بين الأورام النجمية منخفضة الدرجة وتلك العالية الدرجة مثل الأورام الأرومية الدبقية. تعتبر النوبات أقل شيوعًا بين المرضى الذين يعانون من الأورام النجمية الكشمية مقارنة بالآفات منخفضة الدرجة.
ترتبط الأعراض الأكثر تحديدًا بمنطقة الدماغ حيث يوجد الورم.  قد تتطور الأورام النجمية الكشمية في أي منطقة من الجهاز العصبي المركزي، على الرغم من وجود تفضيل قوي للجزء المستدير الكبير من الدماغ (المخ) الذي يشغل معظم الجمجمة.  ينقسم الدماغ إلى نصفين معروفين بنصف الكرة المخية. قد تتطور الأورام النجمية الكشمية في الفصوص الجبهية والصدغية والجدارية والقذالية للمخ.
قد يسبب الورم في الفص الجبهي مشاكل في الذاكرة، وتغيرات في الشخصية والمزاج، وشللًا (شلل نصفي) على جانب الجسم المقابل للورم. قد تسبب الأورام في الفص الصدغي نوبات ومشاكل في الذاكرة ومشكلات في التنسيق والكلام. قد تسبب الأورام في الفص الجداري صعوبات في التواصل من خلال الكتابة (العجز عن الكتابة)، أو مشاكل في المهارات الحركية الدقيقة، أو تشوهات حسية مثل الوخز أو الحرقة (مذل). يمكن أن تتسبب الأورام في الفص القذالي في فقدان البصر.
تشمل المواقع الشائعة الأخرى لأورام الخلايا النجمية الكشمية الجزء من الدماغ الذي يحتوي على المهاد وتحت المهاد (الدماغ البيني)، والمنطقة السفلية من الدماغ بالقرب من مؤخرة الرقبة التي تتحكم في الحركة والتوازن (المخيخ) والحبل الشوكي.قد تسبب الأورام في منطقة الدماغ البيني الصداع والتعب وضعف الذراعين والساقين ومشاكل الرؤية والاختلالات الهرمونية. قد تتسبب أورام المخيخ في حدوث صداع وتغيرات في الشخصية أو السلوك ومشاكل في التوازن. قد تسبب أورام النخاع الشوكي ألمًا في الظهر وتشوهات حسية مثل الإحساس بالوخز أو الحرق (مذل) والضعف واضطرابات المشي.

## الأسباب
تحدث معظم الأورام الدبقية عالية الجودة بشكل متقطع أو بدون سبب محدد، ولذلك فإن السبب الدقيق للأورام النجمية الكشمية غير معروف. ومع ذلك، فإن نسبة صغيرة (أقل من 5 ٪) من الأشخاص الذين يعانون من ورم نجمي خبيث لديهم عرضة وراثية محددة أو مشتبه بها. يتوقع الباحثون أن التشوهات الجينية والمناعية والعوامل البيئية (مثل التعرض للأشعة فوق البنفسجية وبعض المواد الكيميائية والإشعاع المؤين) والنظام الغذائي والضغط و/أو عوامل أخرى قد تلعب أدوارًا مساهمة في التسبب في أنواع معينة من السرطان. ترتبط الأورام النجمية الكشمية بالتعرض السابق لكلوريد الفينيل والجرعات العالية من العلاج الإشعاعي للدماغ. يجري الباحثون أبحاثًا أساسية مستمرة لمعرفة المزيد عن العوامل العديدة التي قد تؤدي إلى الإصابة بالسرطان.
تحدث هذه الأورام النجمية بتواتر أكبر بالترافق مع بعض الاضطرابات الوراثية بما في ذلك الورم الليفي العصبي من النوع الأول ومتلازمة لي فراومين والتصلب الحدبي، والسرطان القولوني المستقيمي اللاسليلي الوراثي. لذا الأشخاص المصابون بهذه الأمراض يكونون أكثر عرضة للإصابة بالورم النجمي الكشمي. باستثناء هذه الاضطرابات النادرة، فإن الغالبية العظمى من الأورام النجمية لا تنتقل إلى الأبناء وراثياً بشكل شائع. تم الإبلاغ عن حالات عائلية من الأورام النجمية المعزولة ولكنها نادرة جدًا. يعتقد الباحثون أن بعض الأفراد قد يكونون أكثر عرضة لتطوير ورم نجمي عن طريق الوراثة. الشخص الذي يكون معرضاً وراثيًا لاضطراب ما، يكون حاملاً لجين معين (أو جينات) للمرض، ولكن لا يمكن التعبير عنه إلا إذا تم تشغيله أو «تنشيطه» في ظروف معينة، مثل بعض العوامل البيئية المحددة مثل التعرض للإشعاع والمواد الكيميائية.

## علم الأمراض
تندرج الأورام النجمية الكشمية تحت فئة الأورام الدبقية عالية الدرجة (حسب منظمة الصحة العالمية من الدرجة الثالثة إلى الرابعة)، وهي أورام غير متمايزة تحمل مآلات سريرية سيئة.  على عكس الورم الأرومي الدبقي (الدرجة الرابعة)، تفتقر الأورام النجمية الكشمية إلى التكاثر الوعائي والنخر عند التقييم المرضي. مقارنةً بالأورام من الدرجة الثانية، فإن الأورام النجمية الكشمية أكثر خلوية وتظهر نسبة أكبر من اللانمطية، ويتم رؤية الانقسامات المتساوية بشكل أكثر.[بحاجة لمصدر]

## العلاج
العلاج الأولي هو إزالة أكبر قدر ممكن من الورم دون تفاقم العجز العصبي. أثناء العملية الحراحية، تكون حماية وظائف المخ الحرجة في منتهى الأهمية - وهذا ما يسمى «الاستئصال الآمن الأقصى»، خاصة لأن الأورام النجمية الكشمية يمكن أن تحدث في المناطق القريبة من الدماغ التي تتحكم في حركة الجسم أو الإحساس أو اللغة أو الرؤية، فقد يتم اتخاذ تدابير حريصة للغاية وخاصة لحماية هذه الوظائف. على سبيل المثال، تُستخدم جراحة الدماغ اليقظة بالترافق مع رسم خرائط الدماغ بشكل شائع عند وجود الأورام في مناطق الدماغ التي تتحكم في اللغة أو الحركة. تسمح هذه التقنية للجراحين بتحديد مناطق الدماغ الحرجة والحفاظ عليها وإجراء العملية الجراحية بأمان أكثر. نظرًا لأن الأورام النجمية الكشمية تميل إلى الانتشار في الأنسجة السليمة المجاورة، فقد يكون من الصعب إزالة جميع الخلايا الخبيثة بالكامل. يمكن اقتراح العلاج الإشعاعي لعلاج خلايا الورم المتبقية (أو المحتملة) المتبقية. وقد ثبت أن العلاج الإشعاعي يطيل معدل البقاء على قيد الحياة وهو عنصر قياسي في العلاج. توفر بعض تقنيات العلاج الإشعاعي مثل Gamma Knife و IMRT القدرة على استهداف خلايا الورم المتبقية بشكل خاص مع تقليل التعرض للإشعاع للأنسجة السليمة. قد يُقترح أيضًا العلاج الكيميائي لمواصلة العلاج بعد الجراحة، على الرغم من أنه لا توجد فائدة مثبتة للعلاج الكيميائي المساعد أو مكمل علاجات أخرى لهذا النوع من الورم. على الرغم من أن التيموزولوميد فعال في علاج ورم الخلايا النجمية المنتكس، فإن دوره كمساعد للعلاج الإشعاعي لم يتم اختباره بالكامل.
ستراعي خطة العلاج الشخصية عوامل متنوعة، بما في ذلك حجم الورم وموقعه ومدى الإزالة الجراحية، من بين عوامل أخرى. تعتمد جودة الحياة بعد العلاج بشكل كبير على منطقة الدماغ التي يوجد فيها الورم. في كثير من الحالات، قد يعاني المرضى المصابون بالورم النجمي الكشمي من أنواع مختلفة من الشلل، ومشاكل في الكلام، وصعوبات في التخطيط والإدراك الحسي المشوه. يمكن إعادة تأهيل معظم حالات الشلل وصعوبات النطق من خلال علاج النطق والعلاج الوظيفي والفيزيائي والبصري.
هناك مجموعة متنوعة من العلاجات الجديدة قيد التحقيق كعلاج محتمل للأفراد الذين يعانون من الورم النجمي الكشمي. تتضمن هذه العلاجات عدة فئات من الأدوية بما في ذلك مثبطات بروتين الكيناز، ومُعدِلات الاستجابة البيولوجية، ومثبطات تولد الأوعية. يتم أيضًا فحص العلاج الكيميائي بجرعة عالية من خلال زرع نخاع العظم التلقائي من أجل علاج الورم النجمي الكشمي. إن التوصيل المُعزز حراريا (Convection enhanced delivery) هو طريقة تجريبية جديدة لتقديم مستويات عالية من العلاج الكيميائي مباشرة إلى الورم وأنسجة الدماغ المحيطة. لا يزال العلاج المناعي بلقاحات الورم في المراحل الأولى من الاختبار.

## المآل
تستند إحصائيات المآل على دراسة مجموعات لا على التعيين من مرضى السرطان. لا يمكن لهذه الإحصائيات التنبؤ بمستقبل المريض على المستوى الفردي، لكنها يمكن أن تكون مفيدة عند النظر في العلاج والمتابعة الأكثر ملاءمة للمريض. بما أن الأورام النجمية الكشمية تندرج تحت فئة الأورام الدبقية عالية الدرجة (حسب منظمة الصحة العالمية من الدرجة الثالثة إلى الرابعة)، فهي تمثل أورام غير متمايزة تحمل مآلات سريرية سيئة. بشكل عام، يبلغ معدل البقاء النسبي لمدة 5 سنوات للمصابين بالورم النجمي الكشمي %23.6.
تزداد احتمالية أن يموت المرضى الذين يعانون من هذا الورم وتبلغ احتمالية الوفاة 46 مرة أكثر مقارنة بعامة السكان الغير مصابين. من المهم ملاحظة أن المآل عبر الفئات العمرية يختلف خاصة خلال السنوات الثلاث الأولى بعد التشخيص. عند مقارنة السكان المسنين مع الشباب، تنخفض نسبة الخطر الزائد من 10.15 إلى 1.85 عند 1 إلى 3 سنوات، مما يعني أن السكان المسنين أكثر عرضة للوفاة في السنة الأولى بعد التشخيص عند مقارنتهم بالشباب (الذين تتراوح أعمارهم بين 15 و 40 سنة)، ولكن بعد ثلاث سنوات، ينخفض هذا الاختلاف بشكل ملحوظ. متوسط البقاء المعتاد للورم النجمي الكشمي هو 2-3 سنوات. يعتبر تطور هذا الورم للورم الأرومي الدبقي المتعدد الأشكال أمر شائع. يرتبط الإشعاع والعمر الأصغر والجنس الأنثوي والعلاج والجراحة بتحسن معدل البقاء على قيد الحياة في مرضى الورم النجمي الكشمي.

## علم الأوبئة
تصيب الأورام النجمية الكشمية الذكور أكثر بقليل من الإناث.  الإصابة الدقيقة لهذه الأورام غير معروفة. تشير التقديرات إلى أن الورم النجمي الكشمي والورم الأرومي الدبقي المتعدد الأشكال يؤثران على 5-8 أشخاص من بين كل 100,000 في عموم السكان. الأورام النجمية الكشمية أكثر شيوعًا لدى البالغين من الأطفال. في البالغين، عادةً ما تتطور الأورام النجمية الكشمية بين 30 و 50 عامًا. الأورام النجمية والأورام ذات الصلة (ورم الدبقيات قليلة التغصُّن) هي أكثر أورام الدماغ الأولية شيوعًا لدى البالغين. في الأطفال، تتطور الأورام النجمية الكشمية عادة بين 5 و 9 سنوات من العمر. تشكل الأورام النجمية الخبيثة (أي الورم النجمي الكشمي والورم الأرومي الدبقي متعدد الأشكال) حوالي 10 في المائة من أورام الجذع العصبي المركزي في مرحلة الطفولة. تمثل الأورام النجمية ككل أكثر من نصف جميع الأورام الأولية التي تصيب الأطفال في الجهاز العصبي المركزي. معظم الأورام النجمية (حوالي 80 في المائة) عند الأطفال تكون منخفضة الدرجة.